# MMDA-2
MMDA-2 (noto anche come 2-metossi-4,5-metilendiossiametamina) è un farmaco psichedelico appartenente alla classe delle anfetamine, chimicamente simile alle MMDA e MDA.

## Descrizione
Alexander Shulgin è stato probabilmente il primo a sintetizzare MMDA-2. Nel suo libro PiHKAL, la dose consigilata per avere degli effetti sull'organismo viene indicata come 25-50 mg e la durata di tale dosaggio è di circa 8-12 ore. Shulgin riferisce che MMDA-2 provoca effetti come empatia, alterazione e distorsione visiva, nonché alcuni effetti collaterali come disturbo gastrointestinale e perdita di appetito. Egli afferma che una dose di 30 mg di MMDA-2 provoca effetti simili ad 80 mg di MDA.
La ricerca scientifica ha dimostrato che MMDA-2, a differenza del MMDA, ma in modo simile a 6-Metil-MDA, è solo molto debole nell'indurre il rilascio di serotonina e dopamina. Invece, MMDA-2 è probabile che agisca come un antagonista del recettore 5-HT 2 allo stesso modo della serie di composti DOx, con l'attivazione del recettore 5-HT 2A che conferisce i suoi effetti psichedelici.
MMDA-2 è stato venduto come designer drug in Giappone.